# Résolution 548 du Conseil de sécurité des Nations unies
Membres permanents
- Chine
- États-Unis
- France
- Royaume-Uni
- URSS

Membres non permanents
- Burkina Faso
- Égypte
- Inde
- Malte
- Nicaragua
- Pays-Bas
- Pakistan
- Pérou
- RSS d'Ukraine
- Zimbabwe

Résolution no 547 Résolution no 549
La Résolution 548 est une résolution du Conseil de sécurité de l'ONU qui a été votée le 25 février 1984 et qui recommande à l'Assemblée générale d'admettre comme nouveau membre des Nations unies le pays suivant : Brunei.

## Contexte historique
Le pays est admis à l'ONU le 21 septembre 1984,.

## Texte
- Résolution 548 Sur fr.wikisource.org
- Résolution 548 Sur en.wikisource.org